# Arnellia fennica
Arnellia fennica ist eine Moosart der Ordnung Jungermanniales. Sie ist die einzige Art der Gattung Arnellia.

## Merkmale
Die Pflanzen sind hellgrün, niederliegend und ein bis drei Zentimeter lang. Die Flankenblätter sind rundlich und gegenständig. Die Zellen des Blattrands sind saumartig und stark verdickt, die übrigen Blattzellen sind zartwandig und haben nur schwache Eckverdickungen. Jede Zelle enthält sechs bis zehn ovale Ölkörper. Die Unterblätter sind schmal lanzettlich.
Brutkörper werden selten gebildet. Sie entstehen in der Mitte der Blattunterseiten.

## Vorkommen
Die Art ist arktisch-alpin verbreitet: Sie kommt in den Alpen sowie in den arktischen Gebieten Europas und Nordamerikas vor. In Deutschland ist sie auf das Berchtesgadener Land beschränkt. Sie wächst auf kalkreichem Untergrund.

## Systematik
Die Erstbeschreibung erfolgte 1868 unter dem Namen (Basionym) Jungermannia fennica durch Carl Moritz Gottsche in Hepat. Eur. 418. Die Neukombination zu Arnellia fennica (Gottsche) Lindb. wurde 1889 durch Sextus Otto Lindberg in Kongl. Svenska Vetensk. Acad. Handl., Ny Följd, 23, 5, S. 35 veröffentlicht. Der Gattungsname Arnellia ehrt den schwedischen Botaniker Hampus Wilhelm Arnell (1848–1932).